# عقد لمفية قمية
العُقَدُ اللِّمْفِيَّةُ القِمِّيَّة (بالإنجليزية: Apical lymph nodes)‏ أو العقد تحت الترقوة (بالإنجليزية: subclavicular lymph nodes)‏، هي مجموعة من العقد اللمفية تتألف من ستة إلى اثني عشر غدة خلف الجزء العلوي من العضلة الصدرية الصغيرة وجزئ آخر يوجد فوق الحدود العليا لهذه العضلة.
الأوعية اللمفية الواردة المباشرة الوحيدة لها هي تلك التي تصاحب الوريد الرأسي، والأخرى التي تُصرف الجزء المحيطي العلوي من الثدي. ومع ذلك، فإنه يتلقى الأوعية اللمفية من جميع الغدد الإبطية الأخرى.
تتوحد الأوعية الواردة للعقد القمية  لتشكّل جذع تحت الترقوة، والذي يفتح إما مباشرة في تقاطع الأوردة الوداجية وأوردة تحت الترقوة  أو في الجذع اللمفاوي الوداجي؛ على الجانب الأيسر قد ينتهي في القناة الصدرية.
عادةً ما تمر بضعة أوعية لمفية من الغدد القمية إلى العقد اللمفية الرقبية العميقة السفلى .

## صور إضافية

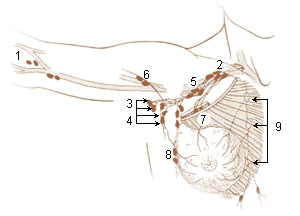

## روابط خارجية
- درسٌ تشريحي حول lesson3axillarylymphnodes مُعدٌ بواسطة ويسلي نورمان (جامعة جورجتاون).  ( axillalymphnodes )